# Distrito de Orosháza
El distrito de Orosháza (húngaro: Orosházi járás) es un distrito húngaro perteneciente al condado de Békés.
En 2013 tenía 57 706 habitantes. Su capital es Orosháza.

## Municipios
El distrito tiene 2 ciudades (en negrita), 2 pueblos mayores (en cursiva) y 4 pueblos (población a 1 de enero de 2012):
- Békéssámson (2318)
- Csanádapáca (2617)
- Gádoros (3555)
- Kardoskút (885)
- Nagyszénás (5070)
- Orosháza (28 910) – la capital
- Pusztaföldvár (1700)
- Tótkomlós (5780)